# Маруняк Валерій Степанович
Валерій Степанович Маруняк (30 жовтня 1947, Калюсик, Хмельни́цька область, Українська РСР — 2 лютого 2001, Самбір, Львівська область, Україна) — український художник, педагог, графік і сценограф. Його творчість охоплювала монументальне та станкове мистецтво, книжкову графіку, а також декоративно-художнє оформлення. 
Був активним учасником виставкової діяльності та організації художніх експозицій, чим справляв значний вплив на культурне життя Самбора та регіону.

## Життєпис

### Ранні роки та родина
Валерій Маруняк народився 30 жовтня 1947 року в селі Калюсик, що на Хмельниччині. Його раннє дитинство, що припало на повоєнний період, пройшло у селі Бориня Турківського району на Прикарпатті, де він навчався до шостого класу. 
Батько Валерія, Степан Маруняк, походив з Хмельниччини. На Львівщині опинився після Другої світової війни. Мати Катерина втікала на Західну Україну, рятуючись від голоду на Сумщині (Голод в Українській РСР (1946—1947). Походила з підприємливої слобожанської родини, була старанною господинею, підтримувала в хаті затишок, вишивала. Сімʼя виховувала сина та двох доньок. Валерій був «маминим сином», захопився вишивкою, а тоді малюванням.

### Освіта
Після переїзду сімʼї до Старого Самбора, де продовжив навчання у старшій школі (4-8 класи), Валерій зустрів свого першого «вчителя» — Миколу Репецького, завуча з позакласної роботи. Пан Микола був одним із перших, хто розпізнав і направив молодий талант на шлях творчості, відзначивши один з його ранніх пейзажів із зображенням неоготичного костелу Святого Миколая.
У 1962 році, після закінчення восьми класів, Валерій вступає до Ужгородського художнього училища прикладного мистецтва на відділ кераміки, де навчається по 1967 рік. Серед його викладачів з фаху були Едіта Медвецька-Лутак, Павло Балла та Шандор Петкі. Шандор Петкі, учень патріархів Ерделі та Бокшая, був проникливим графіком та акварелістом, чий вплив помітний у пізніших барвистих пейзажах Маруняка. Едіта Медвецька-Лутак як «особлива художниця, велика інтелектуалка, уважна до деталей і результату», мала значний вплив на інтелектуальний розвиток юнака та подальший вектор творчості, зокрема у книжковій графіці.
У 1981 році Валерій Маруняк здобув вищу художню освіту, закінчивши Львівський поліграфічний інститут імені Івана Федорова (нині Українська академія друкарства) за спеціальністю «Графіка». Дипломною роботою вже зрілого митця стала філософсько-світоглядна серія «Дитина і світ». 

### Особисте життя
Улітку 1967 року у Старому Самборі Валерій зустрів свою майбутню дружину, Віру. Вони одружилися у квіті 1972 року. Згодом подружжя переїжджає до Самбора, де обидвоє стають викладачами Самбірського училища культури. Валерій та Віра щиро залучаються до культурного життя міста. Тут також виховують двох доньок.

## Професійна діяльність

### Викладацька робота
Упродовж 1967–1977 років Валерій Маруняк працював художником-оформлювачем у художньо-виробничих майстернях міст Виноградів, Тернопіль, Старий Самбір, Самбір. З 1973 року викладав історію мистецтва, декоративно-художнє оформлення сцени в культурно-мистецьких закладах, зокрема у Самбірському училищі культури (Самбірський коледж культури і мистецтв),  де пропрацював майже тридцять років. Колишня учениця, Любов Тепла, згадувала Валерія Степановича як вчителя, що відрізнявся «міцними знаннями в галузі мистецтва, особливо образотворчого», які були «не поверхові, а глибоко вивчені і обґрунтовані». Значним внеском також було створення одного з найкращих в області кабінетів українознавства.

### Співпраця та культурні проєкти
Упродовж 1990-х років Валерій Маруняк разом зі своєю дружиною (режисером та сценаристом) поставили десятки театралізованих свят та сценічних дійств у Народному домі та органному залі міста Самбора. Художник створював завіси та афіші, монументальні портрети та інше декоративно-художнє оформлення сцени.
Валерій був членом товариства художників «Крило», котре згрупував «патріарх художнього малярства» Микола Прокопенко. До товариства входили: Прокопенко М. В., Тарасенко В. М., Нечаєва Е. Ф., Щерба М. А., Копчак Р. Ф., Маруняк В. С. Перша виставка товариства відбулася 20 листопада 1988 року в концертному залі органної та камерної музики Самбора. Їхню діяльність підтримував народний художник, лауреат Шевченківської премії Євген Безнісько, який часто бував у Самборі та в домі Маруняків.
Валерій Маруняк активно сприяв творенню культурної традиції в Самборі, поширюючи свій вплив на публічні заходи та виховання молодих талантів. Тривала дружба зі своїми учнями, зокрема Ігорем Гаврилівим (Заслужений артист України, актор театру ім. М. Заньковецької, а також з Тарасом Жирком (Народний артист України) знайомила самбірчан з такими зірками як з Таїсія Литвиненко з моновиставою«Катерина Білокур», Зоряна Кушплер та ін.

### Внесок у культурні інституції Самбора
Валерій Маруняк вклав творчі зусилля в оформлення музею «Бойківщина» з початку його відновлення у 1991 році. Він створив логотип, шаблон афіш, запрошення та етикетаж, текстові планшети з історії музею та анотації до портретів засновників. У продовж діяльності музею оформляв виставкові експозиції багатьох мистців, включаючи виставку А. Чайковського. Він навіть розробляв креслення вітрин, габльотів та стелажів. Директор музею Роксоляна Данчин назвала його внесок «безмірним», підкреслюючи, що він «жив мистецтвом».
30 жовтня 1987 року, на замовлення міської ради Самбора В.С. Маруняк створив монументальний вітраж для відреставрованого залу органної та камерної музики, розташованого у будівлі колишнього костелу бернардинів. Митець подарував цей монументальний витвір місту, відмовившись від оплати.
Валерій Маруняк був чудовим шрифтовиком, створював заголовки для місцевих газет, ювілейних адрес, стіннівок, плакатів, афіш чи запрошень. Його шрифтова майстерність особливо яскраво проявилася в оформленні книжки доктора Юліана Рабія «Княжий город Самбір». Також щедро дарував свої графічні навички самбірським поетам, створюючи композиції для обкладинок та ілюструючи їхні збірки.
Валерій Маруняк брав активну участь у виставковій діяльності з 1968 року. Його роботи експонувалися у Тернополі, Львові, Самборі та Ужгороді.
У 1997 році в музеї «Бойківщина» та концертному залі органної та камерної музики Самбора відбулась ретроспективна персональна виставка Валерія Маруняка до 50-ти річчя творчості митця. 

## Творчість
Валерій Маруняк працював у різних видах і жанрах образотворчого мистецтва:
- Монументальні розписи — фрески, вітражі
- Станкові твори — живопис, графіка, жанрові композиції
- Книжкова графіка

## Пам'ять
Валерій Маруняк пішов з життя 2 лютого 2001 року, у віці п'ятдесяти трьох років. Незважаючи на відхід з життя у розквіті творчих сил, він залишив значний слід в українському мистецтві та культурному житті Самбора. Його спадщина є багатогранною і продовжує впливати на наступні покоління.